# 马嘉桢
馬嘉楨（？—？），江蘇省蘇州府吳縣人，清朝政治人物、同進士出身。
光緒十五年（1889年），参加光緒己丑科殿試，登進士三甲90名。同年五月，著交吏部掣签，分发各省以知县即用。
光绪二十三年（1897年），作爲花翎同知衔西華縣知縣，担任河南省鄕試的同考試官。